# Meridià 21 a l'est
El meridià 21° a l'est de Greenwich és una línia de longitud que s'estén des del pol Nord a través de l'oceà Àrtic, l'oceà Atlàntic, Europa, l'Àfrica, l'Oceà Índic, Oceà Antàrtic i Antàrtida al pol Sud.
El meridià 20 a l'est forma un cercle màxim amb el meridià 159 a l'oest.
Part de la frontera entre Botswana i Namíbia està definida pel meridià. Com tot els altres meridians, la seva longitud correspon a una semicircumferència terrestre, són 20.003,932 km. Al nivell de l'equador, la seva distància del meridià de Greenwich és de 2.338 km

## De Pol a Pol
Des del pol Nord i dirigint-se cap al sud fins al pol Sud, el meridià 21 a l'Est passa per:
| Coordenades                             | País, territori o mar       | Notes |
| --------------------------------------- | --------------------------- | --- |
| 90° 0′ N, 21° 0′ E / 90.000°N,21.000°E  | Oceà Àrtic                  | |
| 80° 43′ N, 21° 0′ E / 80.717°N,21.000°E | Noruega                     | Svalbard - illa de Tavleøya |
| 80° 42′ N, 21° 0′ E / 80.700°N,21.000°E | Oceà Àrtic                  | |
| 80° 13′ N, 21° 0′ E / 80.217°N,21.000°E | Noruega                     | Svalbard - illa de Nordaustlandet                                                                                                |
| 79° 21′ N, 21° 0′ E / 79.350°N,21.000°E | Mar de Barents              | |
| 79° 2′ N, 21° 0′ E / 79.033°N,21.000°E  | Noruega                     | Svalbard - illes de Bastian Insel, Spitsbergen, Barentsøya i Edgeøya                                                             |
| 78° 2′ N, 21° 0′ E / 78.033°N,21.000°E  | Mar de Barents              | |
| 77° 35′ N, 21° 0′ E / 77.583°N,21.000°E | Noruega                     | Svalbard - illa d'Edgeøya |
| 77° 27′ N, 21° 0′ E / 77.450°N,21.000°E | Mar de Barents              | |
| 73° 24′ N, 21° 0′ E / 73.400°N,21.000°E | Oceà Atlàntic               | Mar de Noruega |
| 70° 3′ N, 21° 0′ E / 70.050°N,21.000°E  | Noruega                     | illes de Skjervøya, Kågen i el continent                                                                                         |
| 69° 3′ N, 21° 0′ E / 69.050°N,21.000°E  | Finlàndia                   | |
| 68° 53′ N, 21° 0′ E / 68.883°N,21.000°E | Suècia                      | |
| 64° 9′ N, 21° 0′ E / 64.150°N,21.000°E  | Mar Bàltic                  | Golf de Bòtnia, passa just a l'est de les illes Holmöarna, Suècia · i just a l'est de l'illa de Replot i el continent, Finlàndia |
| 60° 39′ N, 21° 0′ E / 60.650°N,21.000°E | Illes Åland                 | Nombroses illes |
| 59° 55′ N, 21° 0′ E / 59.917°N,21.000°E | Mar Bàltic                  | |
| 56° 30′ N, 21° 0′ E / 56.500°N,21.000°E | Letònia                     | Passa a través de Liepāja |
| 56° 12′ N, 21° 0′ E / 56.200°N,21.000°E | Mar Bàltic                  | |
| 55° 20′ N, 21° 0′ E / 55.333°N,21.000°E | Lituània                    | Istme de Curlàndia |
| 55° 17′ N, 21° 0′ E / 55.283°N,21.000°E | Llacuna de Curlàndia        | |
| 54° 54′ N, 21° 0′ E / 54.900°N,21.000°E | Rússia                      | Óblast de Kaliningrad (exclavament)                                                                                              |
| 54° 21′ N, 21° 0′ E / 54.350°N,21.000°E | Polònia                     | Passa a través de Varsòvia |
| 49° 20′ N, 21° 0′ E / 49.333°N,21.000°E | Eslovàquia                  | |
| 48° 31′ N, 21° 0′ E / 48.517°N,21.000°E | Hongria                     | |
| 46° 16′ N, 21° 0′ E / 46.267°N,21.000°E | Romania                     | |
| 45° 21′ N, 21° 0′ E / 45.350°N,21.000°E | Sèrbia                      | passa vora les ciutats de Smederevo i Kragujevac, Passa a través de Trstenik                                                     |
| 43° 7′ N, 21° 0′ E / 43.117°N,21.000°E  | Kosovo o Sèrbia             | Kosovo és un estat parcialment reconegut. Alguns estats consideren el seu territori part de Sèrbia.                              |
| 42° 8′ N, 21° 0′ E / 42.133°N,21.000°E  | Macedònia del Nord          | |
| 41° 1′ N, 21° 0′ E / 41.017°N,21.000°E  | Llac Prespa                 | |
| 40° 49′ N, 21° 0′ E / 40.817°N,21.000°E | Grècia                      | Per uns 8 km |
| 40° 44′ N, 21° 0′ E / 40.733°N,21.000°E | Albània                     | |
| 40° 32′ N, 21° 0′ E / 40.533°N,21.000°E | Grècia                      | |
| 38° 38′ N, 21° 0′ E / 38.633°N,21.000°E | Mar Mediterrània            | Mar Jònica, passa just a l'est de l'illa de Zacint                                                                               |
| 37° 16′ N, 21° 0′ E / 37.267°N,21.000°E | Grècia                      | Illes Strofades |
| 37° 15′ N, 21° 0′ E / 37.250°N,21.000°E | Mar Mediterrània            | |
| 32° 44′ N, 21° 0′ E / 32.733°N,21.000°E | Líbia                       | |
| 21° 3′ N, 21° 0′ E / 21.050°N,21.000°E  | Txad                        | |
| 9° 44′ N, 21° 0′ E / 9.733°N,21.000°E   | República Centreafricana    | |
| 4° 25′ N, 21° 0′ E / 4.417°N,21.000°E   | R.D. del Congo              | |
| 7° 17′ S, 21° 0′ E / 7.283°S,21.000°E   | Angola                      | |
| 17° 57′ S, 21° 0′ E / 17.950°S,21.000°E | Namíbia                     | |
| 18° 19′ S, 21° 0′ E / 18.317°S,21.000°E | Frontera Namíbia / Botswana | |
| 22° 0′ S, 21° 0′ E / 22.000°S,21.000°E  | Botswana                    | |
| 26° 50′ S, 21° 0′ E / 26.833°S,21.000°E | Sud-àfrica                  | Cap Septentrional Cap Occidental                                                                                                 |
| 34° 22′ S, 21° 0′ E / 34.367°S,21.000°E | Oceà Índic                  | |
| 60° 0′ S, 21° 0′ E / 60.000°S,21.000°E  | Oceà Antàrtic               | |
| 69° 59′ S, 21° 0′ E / 69.983°S,21.000°E | Antàrtida                   | Terra de la Reina Maud, reclamada per Noruega                                                                                    |